# John Bleifer
John Bleifer (ur. 26 lipca 1901 w Zawierciu, zm. 24 stycznia 1992 w hrabstwie Los Angeles) –  amerykański aktor polskiego pochodzenia, znany z charakterystycznych ról drugoplanowych w takich filmach jak Znak Zorro (1940) czy Frisco Kid (1979). Występował także w serialach, m.in. Autostrada do nieba (1984), Serpico (1976), I love Lucy (1956) i wielu innych.

## Życie zawodowe
Bleifer rozpoczął swoją karierę w Hollywood w latach 20. pracując dla wytwórni 20th Century (później 20 Century Fox). Grał role charakterystyczne, drugoplanowe, a okres jego największej aktywności przypada na lata 30., 40. i 50. XX wieku. Później związał się z telewizją grając epizody w serialach. Aktywność zawodową utrzymywał do lat 80. Na dużym i małym ekranie wystąpił w sumie 154 razy.

## Filmografia

### Filmy kinowe
- 1987: Domator (Inside Out) jako Hyman
- 1978: F.I.S.T. jako Mishka
- 1966: Nyoka and the Lost Secrets of Hippocrates jako Shopkeeper
- 1962: If a Man Answers jako właściciel sklepu tytoniowego
- 1961: Historia George'a Rafta jako Pan Raft
- 1961: Miłosna ruletka (The Honeymoon Machine) jako Drugi Rosjanin
- 1960: Pałac z lodu jako Rybak
- 1959: Historia Gene'a Krupy jako Ojciec
- 1957: The 27th Day jako Orędownik
- 1955: Kismet jako Żebrak
- 1953: White Lightning jako Tailor
- 1951: Sirocco jako Węgier
- 1951: Bowery Battalion jako Decker
- 1950: The Jackpot jako Łysy mężczyzna
- 1950: Guilty of Treason jako Kelner
- 1948: 16 Fathoms Deep jako Kapitan Briakos
- 1948: Smugglers' Cove jako Dr Franz Lieber
- 1947: Fall Guy jako Urzędnik
- 1947: High Conquest jako Podróżnik
- 1946: The Wife of Monte Cristo
- 1946: Rendezvous 24 jako Becker
- 1944: Maska Dimitriosa jako Kierowca autobusu
- 1944: Dragon Seed jako Japoński ochroniarz
- 1944: Konspiratorzy jako Polak
- 1943: Night Plane from Chungking jako Japoński wartownik
- 1943: Komu bije dzwon jako Chłop młócący Gonzáleza
- 1943: Mr. Lucky jako Siga
- 1943: They Got Me Covered jako Kelner
- 1943: Background to Danger jako Sekretarz
- 1942: Junior G-Men of the Air jako Poplecznik Beal
- 1941: The Monster and the Girl jako Janitor/ Świadek na ślubie
- 1940: Znak Zorro jako Pedro
- 1939: Mr. Moto Takes a Vacation jako Wendling
- 1939: Boy Friend
- 1939: Bałałajka
- 1939: Full Confession jako Weaver
- 1937: Thank You, Mr. Moto jako Ivan
- 1937: Siódme niebo  jako Latarnik
- 1936: Droga do chwały jako Biegacz
- 1936: 36 Hours to Kill jako Gangster
- 1936: Sutter's Gold jako Guerino
- 1936: Zakochane kobiety jako Portier
- 1935: Black Fury jako górnik Ivan
- 1935: Nędznicy jako Chenildieu
- 1935: The Crimson Trail jako Loco
- 1934: Night Alarm jako Dr. Alexander Dexter
- 1934: Wielki gracz (Manhattan Melodrama) jako Szofer
- 1933: Clear All Wires jako Sozanoff
- 1928: Burza

### Seriale
- 1976-1977: Serpico jako Stary Serb (gościnnie)
- 1974-1975: Kolchak: The Night Stalker jako Charlie (gościnnie)
- 1974-1983: Domek na prerii jako Isaac Singerman (gościnnie)
- 1974: QB VII jako Ben-Dan
- 1969-1976: Marcus Welby, lekarz medycyny jako Rabin (gościnnie)
- 1968-1975: Adam-12 jako Pan Fine (gościnnie)
- 1963-1965: Kraft Suspense Theatre jako Farmer (gościnnie)
- 1963-1967: Bob Hope Presents the Chrysler Theatre jako Charles (gościnnie)
- 1961-1966: Ben Casey jako Joseph Samuels (gościnnie)
- 1959-1961: The Lawless Years jako Maurice (gościnnie)
- 1959-1966: Rawhide (gościnnie)
- 1959-1960: Men Into Space (gościnnie)
- 1958-1961: Peter Gunn jako Eli Gans (1959) (gościnnie)
- 1957-1958: The Court of Last Resort jako Clarence Redding (gościnnie)
- 1956-1961: Playhouse 90 jako Wilenski (gościnnie)
- 1955-1958: Navy Log (gościnnie)
- 1955-1957: The 20th Century-Fox Hour jako Lappin (gościnnie)
- 1952-1975: Death Valley Days jako Dutch Charley Hoehn (gościnnie)
- 1951-1957: Kocham Lucy jako Kelner (gościnnie)